# グラント・マキューン
グラント・マキューン（Grant McCune、1943年3月27日 - 2010年12月27日）は、アメリカ合衆国の視覚効果デザイナーである。『スター・ウォーズ』でアカデミー視覚効果賞を受賞した。

## 生涯
カリフォルニア州ロサンゼルスで生まれ、カリフォルニア州立大学ノースリッジ校に通って生物学の学士号を取得し、また後に妻となる女性とも出会う。1975年に映画『ジョーズ』のサメを作成するために雇われ、クレジットはされなかったが、これがハリウッドでのキャリアの始まりとなった。『スター・ウォーズ』ではチーフ・モデル・メーカーとなり、ロボット（R2-D2など）やエイリアンのデザインを務めた。『スター・ウォーズ エピソード4/新たなる希望』では第50回アカデミー賞で視覚効果賞を受賞した。1979年の『スタートレック』で2度目のアカデミー賞ノミネートを果たした。その後はアポジー・プロダクションのパートナーとして『ボールズ・ボールズ』、『ダイ・ハード』、さらにその次には自身の会社を立ち上げて『スピード』や『スパイダーマン』に参加した。
私生活では、息子と娘を1人ずつもうけている。2010年12月27日、カリフォルニア州ヒドゥンヒルズの自宅で膵癌のために67歳で亡くなった。